# Catagramma madeirensis
Catagramma madeirensis är en fjärilsart som beskrevs av Dillon 1948. Catagramma madeirensis ingår i släktet Catagramma och familjen praktfjärilar. Inga underarter finns listade i Catalogue of Life.